# Santa Cruz de Mena
Santa Cruz de Mena es una entidad de población española del municipio de Valle de Mena, perteneciente a la provincia de Burgos, en la comunidad autónoma de Castilla y León.

## Historia
Hacia mediados del siglo XIX, el lugar, ya por entonces perteneciente al ayuntamiento de Valle de Mena, tenía contabilizada una población de 48 habitantes. Aparece descrito en el séptimo volumen del Diccionario geográfico-estadístico-histórico de España y sus posesiones de Ultramar de Pascual Madoz con las siguientes palabras:

CRUZ (santa): ald. en la prov., aud. terr. y c. g. de Burgos (20 leg.), dióc. de Santander (14), part. jud. de Villarcayo (6), y ayunt. titulado del valle de Mena: sit. en la parte meridional de dicho valle en terreno bajo y desnivelado, siendo su clima sano y los vientos mas constantes el N. y S.: cuenta 14 casas; una igl. parr. (San Julian), á la cual está aneja la del pueblo de Llano; hay dentro de la ald. una ermita (Sta. Teresa), y tambien una buena fuente aunque poco abundante, á diferencia de las varias que se hallan en el campo que lo son mucho. Confina el térm. N. con Menamayor; E. Opio; S. Viergol y Novales y O. Medianas; comprende el cas. llamado El berto. El terreno es de mediana calidad; hay un pequeño r. conocido con el nombre de Iberimo, que desciende de la Peña y se incorpora con el de Menamayor; cerca de aquella se encuentra el monte denominado Seculorum, y mas abajo otro que aunque tiene diferentes nombres, se le conoce principalmente por el de Callejas. caminos: los que conducen á la Rioja, Valmaseda y Menamayor en mal estado. correo: la correspondencia se recibe de Montija por balijero y llega los lunes, jueves y viernes, y sale domingo, martes y sábado. prod.: trigo, cebada, avena, yeros, habas, maiz, patatas y algun poco de lino, siendo la mayor cosecha la del trigo; cria ganado vacuno, yeguar, mular y de cerda, teniéndose en mas estima el yeguar; hay caza de perdices, liebres, jabalies, zorros y codornices. ind.: la agrícola y la cria de ganado, el cual se vende para San Juan. pobl.: 13 vec., 48 alm. cap. prod.: 64,600 rs. imp.: 2,677.
(Madoz, 1847, pp. 177-178)

En 2022, tenía empadronados once habitantes.

## Patrimonio
Quedan en el lugar las ruinas de una iglesia de San Julián.